# Воздушная обсерватория имени Койпера

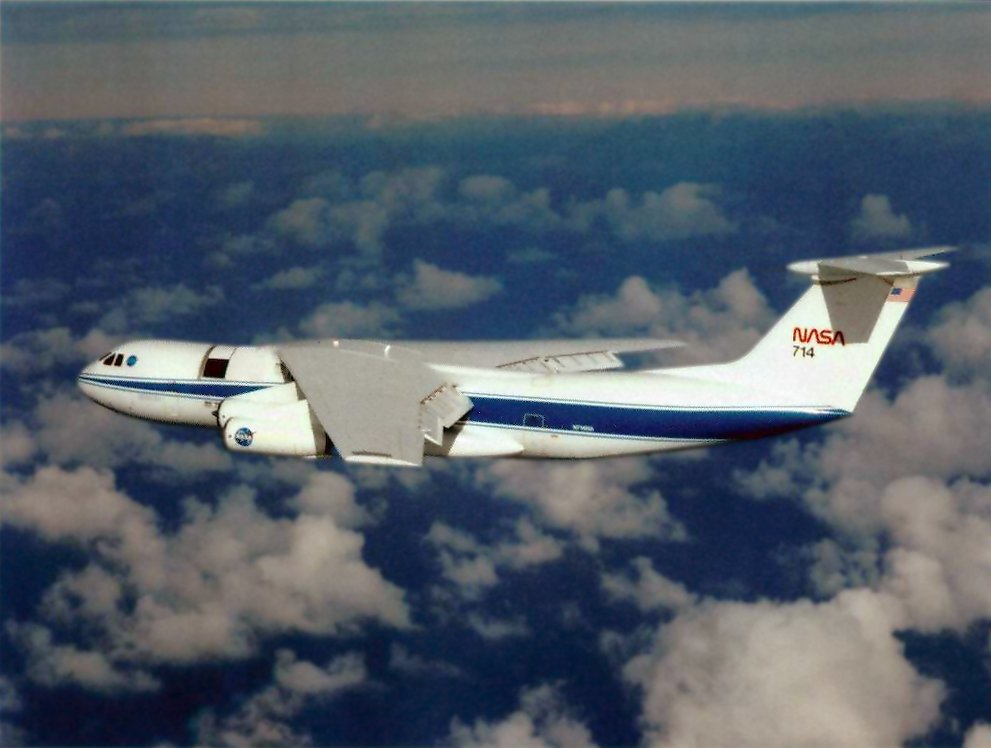

Воздушная обсерватория имени Койпера (англ. Kuiper Airborne Observatory, сокращенно КАО) — воздушная обсерватория, работавшая в рамках проекта НАСА по исследованию космоса в диапазоне инфракрасного излучения. Это была летающая лаборатория на основе реактивного самолёта С-141, с увеличенной дальностью полёта до 11 000 км, и максимальной высотой полёта 14 км. Она начала работать в 1974 году и была выведена из эксплуатации в 1995 году.
При помощи этой воздушной лаборатории был сделан ряд крупных открытий, в том числе открыты кольца Урана и доказано существование атмосферы на Плутоне.
Лаборатория была названа в честь Джерарда Койпера.